# Ferma futrzarska

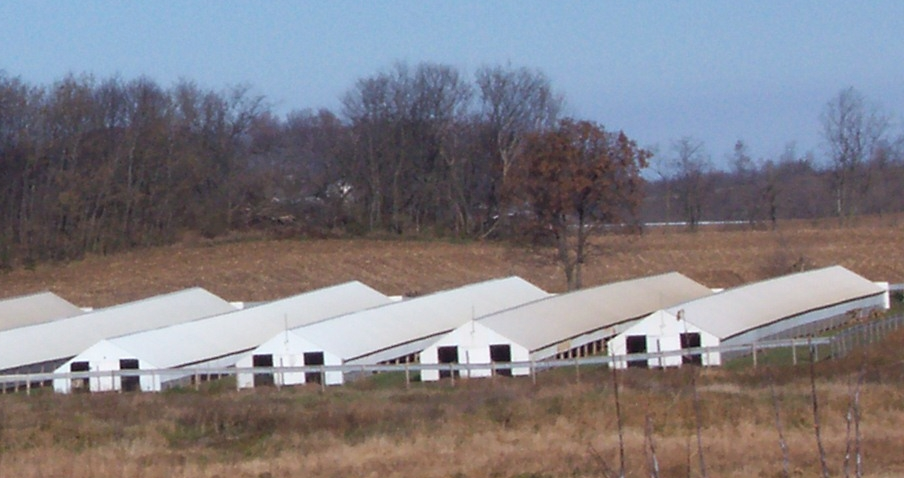
Ferma norek w Stanach Zjednoczonych

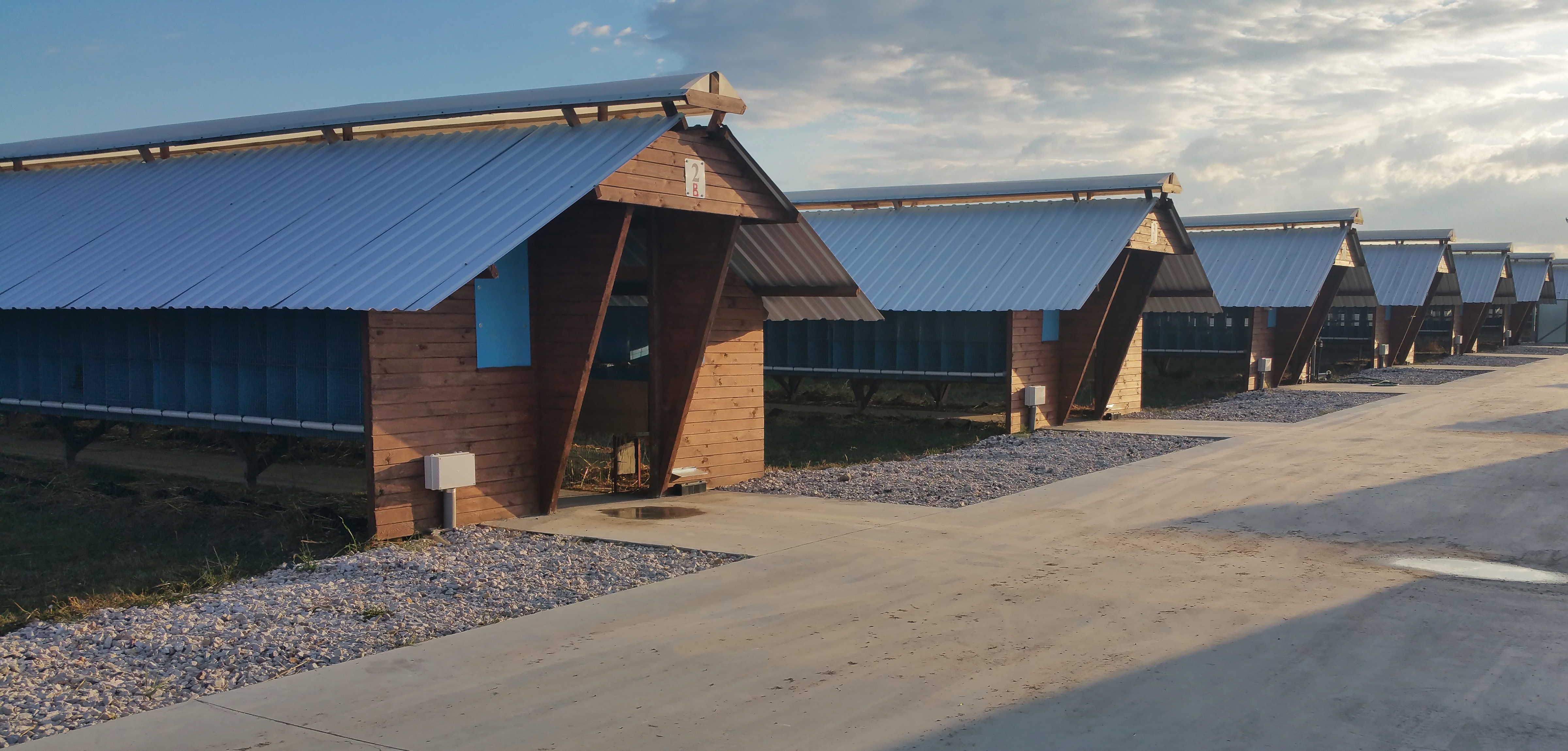
Ferma norek w Polsce

Ferma futrzarska – rodzaj fermy, zajmującej się chowem i hodowlą zwierząt futerkowych. Wydzielona, specjalistyczna jednostka organizacyjna, wyizolowana przestrzennie i odpowiednio zabezpieczona sanitarnie, wyposażona stosownie do hodowanego gatunku.

## Rozmieszczenie
Większość futra hodowlanego na świecie jest produkowana przez europejskich rolników. W UE znajduje się 5000 gospodarstw futrzarskich, wszystkie zlokalizowane są na terenie 22 krajów; obszary te łącznie odpowiadają za 50% światowej produkcji futer hodowlanych. W krajach Unii Europejskiej wytwarza się 63% światowej produkcji futer z norek i 70% produkcji futer z lisów. Dania jest największym producentem futer z norek, który odpowiada za około 28% produkcji światowej. Inni znaczący producenci to Chiny, Holandia, Rosja i Stany Zjednoczone.
Hodowla zwierząt futerkowych jest zakazana w Austrii, Chorwacji, Wielkiej Brytanii, Czechach (obowiązuje od 2019 r.), a od 1 lutego 2025 będzie zabroniona w Norwegii. W Niemczech i Szwajcarii przepisy dotyczące hodowli futer są bardzo restrykcyjne, co skutkuje brakiem gospodarstw futrzarskich.
W polskich warunkach fermy futrzarskie nie zapewniają zwierzętom dobrostanu, a raporty organizacji pozarządowych oraz kontrole Najwyższej Izby Kontroli wskazują na liczne przypadki okaleczeń, oraz braku opieki weterynaryjnej.

## Historia

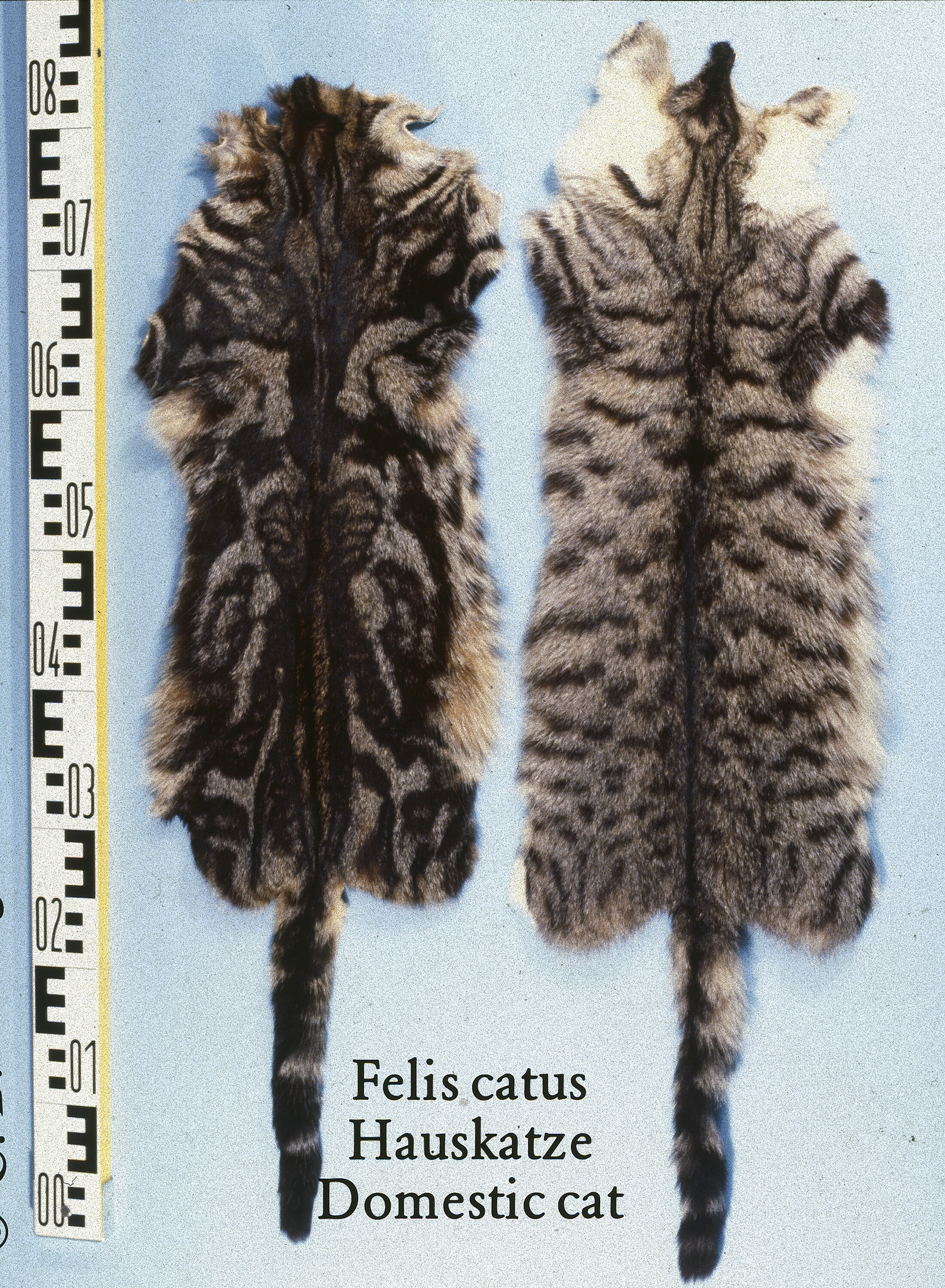
Futra kotów domowych

Wprawdzie noszenie futrzanych ubrań jako ochrona w niskich temperaturach sięga epoki kamiennej, pochodzenie tego materiału pochodziło z dziczy. W miarę jak rosły populacje ludzkie, futra i skóry przeznaczone do produkcji odzieży zaczęły pochodzić od zwierząt gospodarskich, takich jak owce, króliki, krowy, świnie i kozy. Najwcześniejsze wzmianki o hodowli norek dla futer w Ameryce Północnej pochodzą z lat 60. XIX wieku. Lisy były po raz pierwszy hodowane na farmach futerkowych na Wyspie Księcia Edwarda w Kanadzie w 1895 roku.

## Gatunki

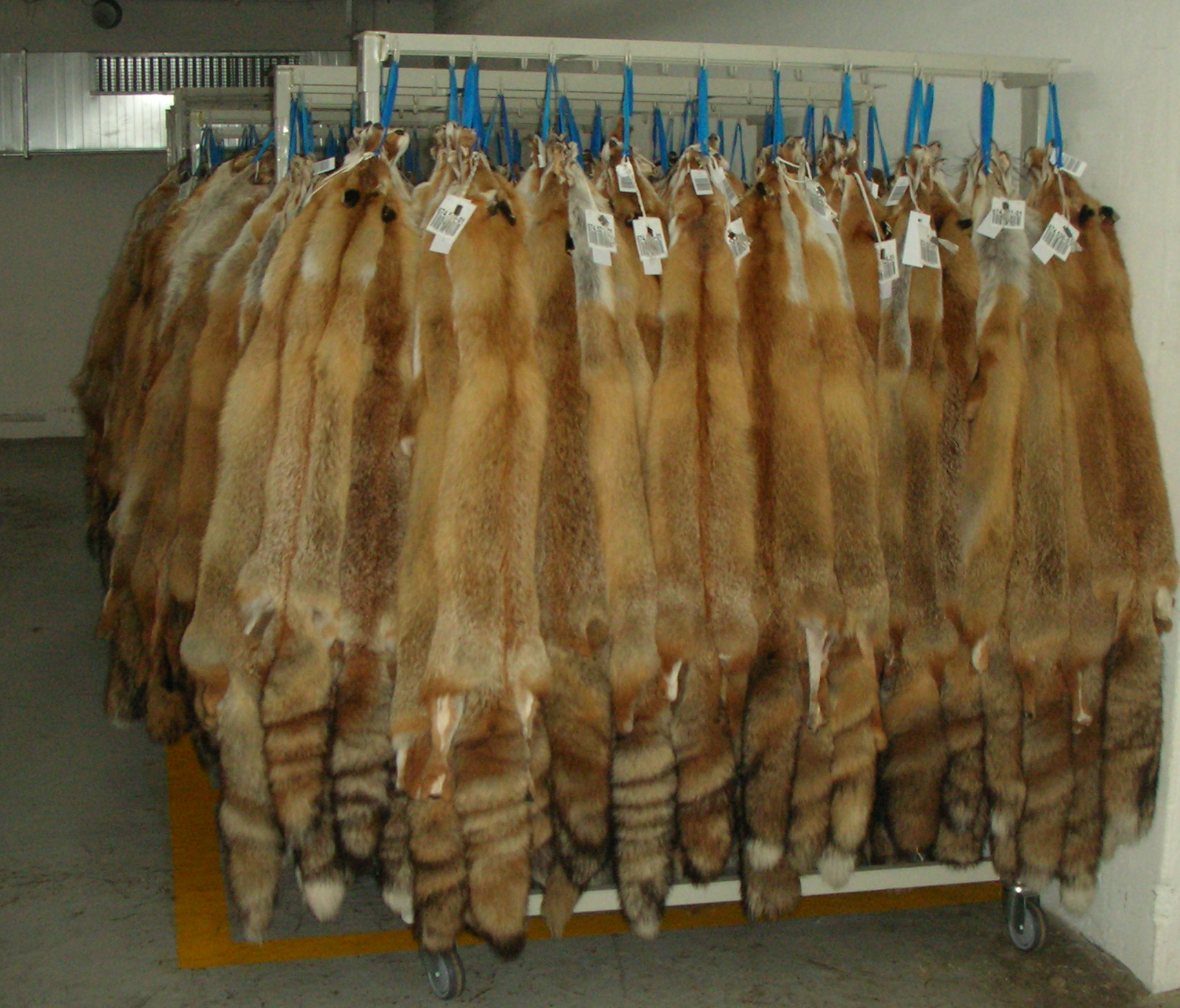
Futra rudych lisów

### Norki

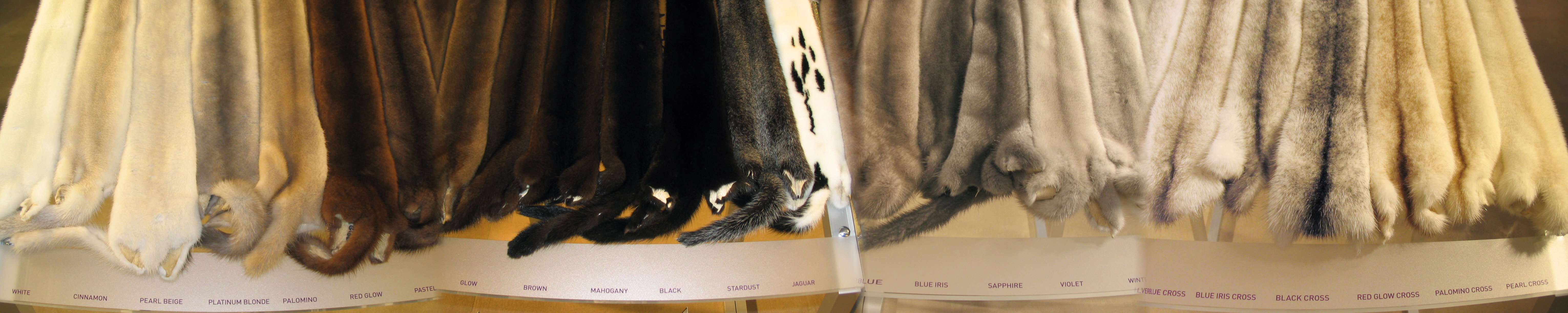
Odcienie futer norek

W 1861 roku została założona przez Philipsa i Woodcoocka jedna z pierwszych ferm norek w USA w stanie Nowy Jork. Na terenie Kanady w 1866 została założona ferma przez Pattersona w okolicy miejscowości Brantford. Na terenie Kanady w roku 1924 istniało 24 takie hodowle, a w 1930 już 800.
W Europie hodowla norek została rozpoczęta w Niemczech w 1926 w oparciu o 250 sztuk zwierząt pochodzących z importu z Kanady i USA. Następnie rozpoczęto hodowlę w ZSRR i krajach skandynawskich. Pierwsza ferma w Norwegii powstała w 1927 w Vestlandet. W Polsce pierwsze fermy norek powstały w 1928. Od 1930 rozpoczęła się fermowa hodowla w Finlandii.
Największa liczba ferm i norek na świecie znajduje się w Danii. W 2008 było zarejestrowane 1586 ferm hodując około 14 mln sztuk zwierząt, w 2015 było około 18 mln szt.
W 2002 roku na terenie USA znajdowało się 318 ferm norek, a w 2013 znajdowało się 275 ferm norek na obszarze 23 stanów. W Kanadzie w tym samym okresie było 300 ferm norek, połowa z nich znajduje się na terenie Nowej Szkocji.
| Państwo   | Liczba ferm norek |
| --------- | ----------------- |
| Belgia    | 17                |
| Bułgaria  | 3                 |
| Dania     | 1586              |
| Francja   | 14                |
| Finlandia | 150               |
| Grecja    | 100               |
| Islandia  | 32                |
| Irlandia  | 3                 |
| Polska    | 234               |
| Słowacja  | 1                 |
| Szwecja   | 85                |
| Hiszpania | 51                |
| Holandia  | 160               |
| Kanada    | 300               |
| Włochy    | 27                |
| USA       | 275               |

W Europie fermy norek znajdują się także w: Czechach, Estonii, Litwie, Łotwie, Norwegii i Rumunii. Hodowla norek na obszarze Europy wyniosła ponad 42,5 mln szt. (2015).

### Lisy

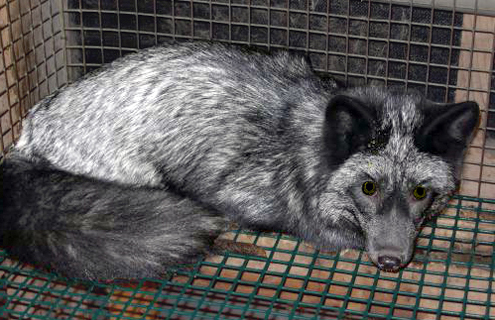
Srebrny lis w klatce

Finlandia jest głównym producentem skór lisów na świecie. W Stanach Zjednoczonych produkcja futer z lisa wynosi około 10.000 skór, produkowanych w około 10 stanach. Kanada produkuje od dziesięciu do piętnastu razy więcej futer lisów niż USA.

### Króliki
Główną odmianą w przemyśle futrzarskim królików jest Rex (Castor Rex i Chinchilla Rex). Zwierzęta hodowlane są trzymane do 3 lat i zazwyczaj rodzą dwa razy w roku. Mioty są odbierane matkom w wieku 4 tygodni i umieszczane w żłobku wraz z innymi młodymi. Po tym matki są trzymane oddzielnie od swoich miotów i są łączone tylko do karmienia. Gdy ich wiek wynosi od 7 do 8 tygodni, umieszcza się je w odosobnionych klatkach, gdzie trzyma się je przez około 6-7 miesięcy i są one odławiane po zrzuceniu futra zimowego. Króliki trzyma się w klatkach z gołych siatek drucianych. Klatka dla jednego królika ma powierzchnię podstawy około dwóch pudełek na buty. Śmiertelność w klatkach dla królika rasy Rex wynosi 10 – 15%, głównie z powodu chorób układu oddechowego.

### Psy i koty
Stany Zjednoczone zakazały importu, eksportu i sprzedaży produktów wykonanych z futra z psów i kotów w 2000 r. Włochy, Francja, Dania, Grecja, Belgia i Australia zakazują importu futra z kotów i psów domowych, jednak sprzedaż jest nadal quasi-legalna.

## Fermy w Polsce
Polska posiada dobre warunki fizjograficzne i klimatyczne dla hodowli zwierząt futerkowych. Spośród wszystkich ferm zwierząt futerkowych w Polsce, najwięcej utrzymuje wizona amerykańskiego. Na terenie Polski znajduje się około 234 ferm norek. W 2014 roku, fermy norek w Polsce posiadały szacunkową wartość majątku zainwestowanego w obiekty i zwierzęta na poziomie 4,382 mld zł.

### Fermy norek
Norki hodowane na fermach żywią się produktami ubocznymi pochodzenia zwierzęcego (UPPZ kategorii 2 i 3) zarówno z ubojni drobiu, jak i zakładów przetwórstwa rybnego, utylizując w naturalny sposób około 400 tys. ton produktów. Wszystkie fermy zwierząt futerkowych poddawane są obligatoryjnej kontroli weterynaryjnej na podstawie listy kontrolnej SPIWET 52, są kontrolowane przez powiatowego lekarza weterynarii przynajmniej raz w roku.

#### Budowa
Ferma składa się z:

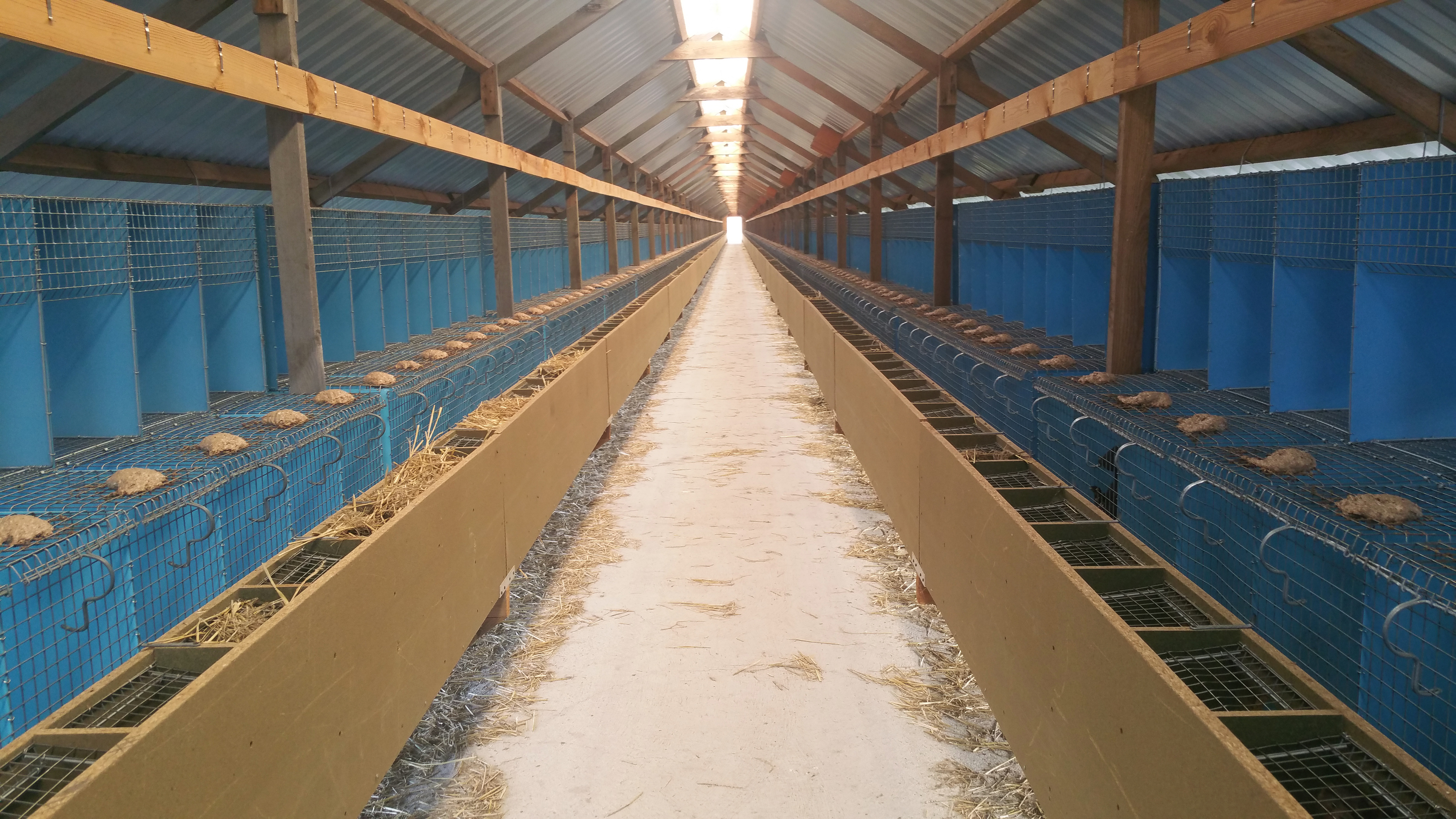
Wnętrze wiaty hodowlanej na fermie norek

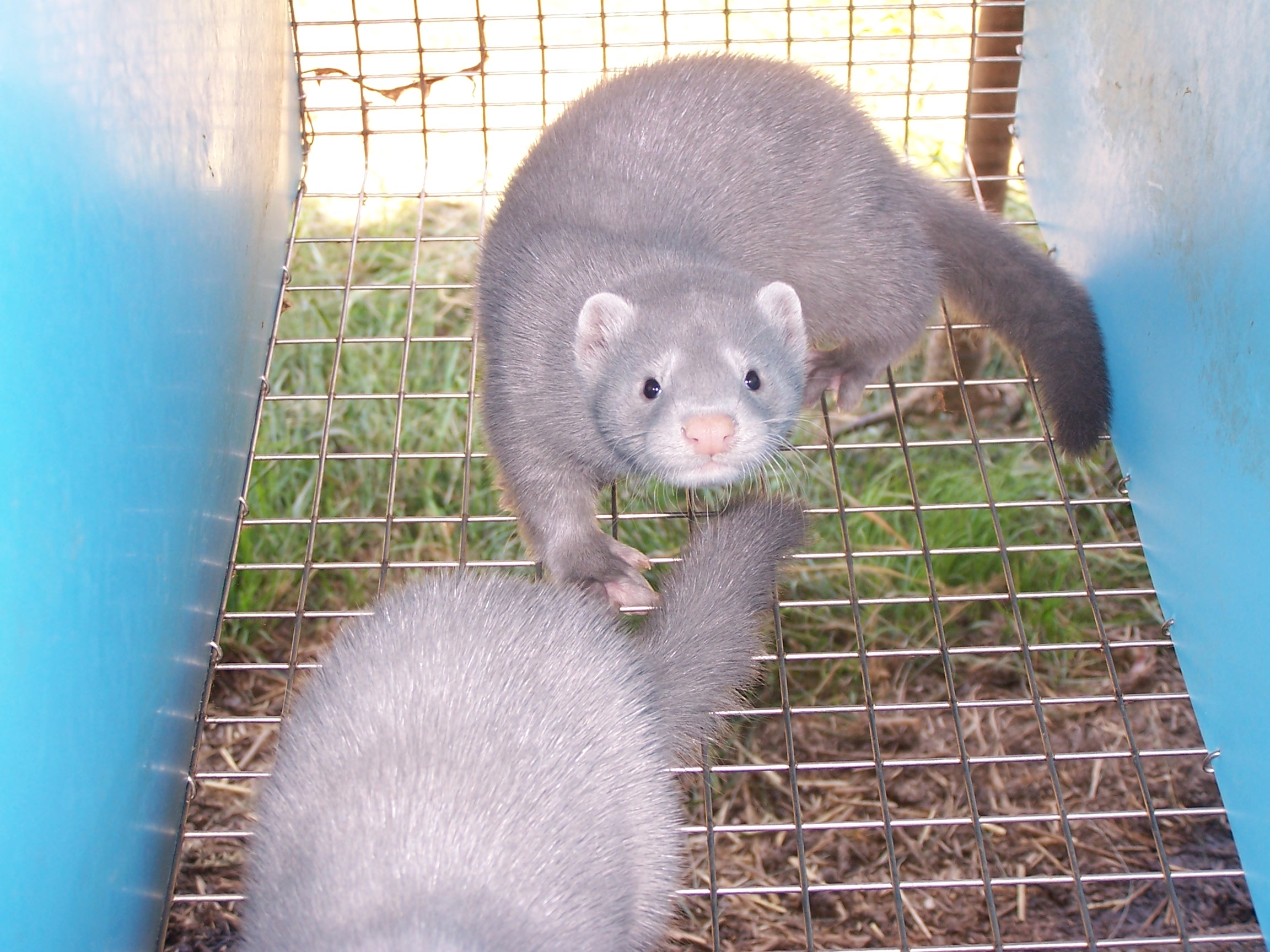
Hodowlana norka amerykańska w klatce typu holenderskiego

- Równolegle ustawionych pawilonów z klatkami, w których utrzymuje się zwierzęta – w chowie zewnętrznym,
- Budynku inwentarskiego z bateriami klatek – w chowie wewnętrznym,
- Mieszalni/magazynu karmy/paszy,
- Pomieszczeń technicznych (kotłowni, ubojni, skórowni, magazynu wyposażenia, warsztatu),
- Pomieszczeń socjalnych dla pracowników.

Klatki dla norek mogą być parterowe i piętrowe, muszą być wyposażone w półkę spoczynkową. Klatka dla kotnych i odchowujących młode samic norek oraz odsadzonych młodych wyposażona jest w domek wykotowy ze ściółką. Zwierzęta muszą mieć zapewniony stały dostęp do wody pitnej.
Ogrodzenie hodowli powinno być litym, szczelnym płotem betonowym wysokim na minimum 2 metry zabezpieczając zarówno przed kradzieżą, jak i przedostaniem się zwierząt poza fermę, oraz zakopanym w ziemi na głębokość co najmniej 0,5 metra, dodatkowo od 2018 roku wymagane będzie podwójne ogrodzenie. Siatka ogrodzeniowa o oczkach nie większych niż 3 cm, także zabezpiecza przed przedostaniem się dorosłego wizona poza fermę.

#### Lokalizacja
Grunt powinien być piaszczysty, przepuszczalny. Miejsce przeznaczone pod fermę powinno mieć dość równą powierzchnię. Korzystna jest też naturalna osłona przed wiatrami w postaci pasa zieleni. Fermy powstają najczęściej na terenach słabej jakości i terenach dawnych gospodarstw PGR.

### Raport Najwyższej Izby Kontroli
Raport Najwyższej Izby Kontroli z 2011 roku, dotyczący działania 23 ferm zwierząt futerkowych w latach 2009–2010 na terenie województwa wielkopolskiego wskazuje na nierzetelność sprawowanego Nadzoru Weterynaryjnego. Według raportu w 21 przypadkach sprawdzonych ferm norek nie przestrzegano wymagań dotyczących ochrony środowiska, natomiast w blisko połowie skontrolowanych ferm działalność hodowlana była prowadzona w obiektach nielegalnie wybudowanych lub użytkowanych. Kolejny raport NIK z 2014 roku wykazał poprawę nad kontrolami ferm przemysłowych. W okresie 2011–2013 przeprowadzono przez Inspekcje Weterynaryjną kontrolę na prawie wszystkich legalnie działających fermach zwierząt futerkowych w Polsce.

### Uciążliwość i zagrożenie dla środowiska
Raport NIK opublikowany w styczniu 2015 r. stwierdza: „Wielkoprzemysłowe fermy zwierząt są często bardzo uciążliwe dla osób mieszkających w ich sąsiedztwie i środowiska naturalnego. Tymczasem nadzór nad fermami wielkoprzemysłowymi jest dziurawy, bo wyznaczone do kontroli instytucje nie współpracują ze sobą tak, jak powinny (...). Wykorzystują to niektórzy właściciele ferm i, w zgodzie z prawem, dzielą „na papierze” duże fermy na mniejsze. Podlegają dzięki temu mniej rygorystycznym przepisom, co sprawia, że ich fermy są bardzo uciążliwe dla sąsiadów i środowiska.” Ferma norek, tak jak każda hodowla zwierząt może wykazywać się uciążliwością zapachową. Emisję zapachową (ilość emitowanych odorów) wyraża się w jednostkach zapachowych (ou) emitowanych w jednostce czasu. Jest ona równa w przybliżeniu iloczynowi liczby norek na fermie przez wskaźnik emisji. Średnia wartość wskaźnika, oszacowana dla konwencjonalnej fermy w warunkach polskich, wynosi ok. 0,4 ou/s•sztuka i jest podobna do wartości odorów z ferm drobiu. Fermy nie generują dużo hałasu, norki wydają dość mało dźwięków i są zaliczane do zwierząt cichych.
Raport NIK opublikowany w styczniu 2015 r. wskazuje również na zagrożenie dla środowiska naturalnego, jakie powodują fermy zwierząt futerkowych. Kontrola izby ujawniła przypadki składowania obornika pod klatkami norek, co mogło spowodować przedostanie się do gruntu ścieków ze związkami azotu oraz odprowadzanie ścieków z fermy bezpośrednio do ziemi.

### Prawne próby zakazu ich hodowli
6 listopada 2017 roku projekt ustawy wprowadzającej m.in. zakaz hodowli zwierząt na futra złożyła w Sejmie grupa posłów partii politycznej Prawo i Sprawiedliwość, ale razem z dwiema autopoprawkami posłów wnioskodawców ostatecznie projekt nie został skierowany nawet do pierwszego czytania w Sejmie VIII kadencji. 18 września 2020 roku Sejm uchwalił nowelizację ustawy o ochronie zwierząt (tzw. Piątka dla zwierząt), która m.in. wprowadza zakaz hodowli zwierząt na futra. Ustawa stała się jedną z przyczyn sporu w koalicji rządowej (przeciwko ustawie w Sejmie głosowali posłowie z ramienia koalicyjnej partii Solidarna Polska, a politycy partii Porozumienie w większości wstrzymali się od głosu) oraz sporu w części opozycji (przeciw ustawie głosowali politycy klubu parlamentarnego Polskiego Stronnictwa Ludowego-Koalicji Polskiej) stanowiącej większość senacką. Przeciwko nowelizacji ustawy o ochronie zwierząt zawierającej prawny zakaz hodowli zwierząt na futra opowiedziało się też środowisko związane Radiem Maryją oraz Konfederacja.

## Kontrowersje

### Ucieczki norek
W Polsce nie odnotowano żadnych spektakularnych, masowych ucieczek hodowlanych norek amerykańskich, były takie w krajach skandynawskich i na Wyspach Brytyjskich. Najczęściej dochodzi do celowych przypadków uwalniania zwierząt. W krajach byłego Związku Radzieckiego, w latach 1933–1977 wypuszczono na wolność około 21 300 norek. W latach 50. XX w. na Białorusi było introdukowanych 865 norek amerykańskich, których liczebność pod koniec lat 80. szacowano już na 56 tys. W 2013 roku w USA, dwóch amerykańskich ekoterrorystów wypuściło około 2000 norek z fermy w Hrabstwie Grundy w stanie Illinois. W tym samym roku dwoje obrońców praw zwierząt uwolniło w sumie 6000 norek z różnych ferm w stanach: Idaho, Iowa, Pensylwania, Minnesota i Wisconsin. W 2014 nieznani aktywiści wypuścili około 1000 norek w okolicy miasta Ølgod w Danii.
W wyniku udomowienia norki utraciły zdolność radzenia sobie w warunkach naturalnych, stały się łagodniejsze. Oczekują na pokarm, dostarczany przez człowieka i dlatego rzadko przeżywają poza fermą dłużej niż 2 miesiące.

### Metody uśmiercania
Stosowane metody uboju budzą sprzeciw obrońców praw zwierząt. Nutrie zabija się poprzez uderzanie kijem w głowę, natomiast tchórzofretki, w celu uniknięcia powstawania krwiaków i plam z krwi na futrze zabija się poprzez zastrzyk denaturatu w serce. Inną praktyką stosowaną przez hodowców jest wkładanie tchórzofretek lub norek do foliowego worka i podłączanie go do rury wydechowej samochodu (preferowane są silniki dwusuwowe, jako wytwarzające najbardziej szkodliwe spaliny). Lisy unieruchamia się widełkami za kark i zabija prądem poprzez umieszczenie jednej elektrody w pysku a drugiej w odbycie. Inną kontrowersją związaną z hodowlą zwierząt na futra jest karmienie lisów mięsem pozyskanym z uboju innych lisów, przez co zwierzęta te tracą instynkt i wykazują zachowania kanibalistyczne. Niektórzy konsumenci składają zapotrzebowanie na futro z dziko żyjących lisów, toteż hodowcy wyłapują młode z nor lub umawiają się z myśliwymi na odstrzał. Futro szyje się z 10-12 wyprawionych skórek srebrnych bądź błękitnych lisów, 32 tchórzofretek lub 30 norek.